# ホテルコパン
『ホテルコパン』は、2016年2月13日公開の日本の群像劇映画。

## キャスト
- 海人祐介：市原隼人
- 桜木：近藤芳正
- 美紀：大沢ひかる
- 斑目：前田公輝
- ひかる：水田芙美子
- 段来示：栗原英雄
- ユリ：玄理
- 澤井：大谷幸広
- 舟木：李麗仙
- 千里：清水美沙
- 守：狩野見恭兵
- 美智代：遠山景織子
- 歩：山田望叶

## スタッフ
- 監督：門馬直人
- 脚本：一雫ライオン
- 主題歌：新山詩織「もう、行かなくちゃ。」
- 配給：クロックワークス
- 製作：and pictures